# Дудин, Владимир Фёдорович
Влади́мир Фёдорович Ду́дин (7 августа 1909 — 14 декабря 1982) — советский театральный режиссёр и педагог, народный артист РСФСР (1960), заслуженный деятель искусств РСФСР (1949), заслуженный артист РСФСР (1947).

## Биография
Владимир Фёдорович Дудин родился 7 августа 1909 года. В 1931 году закончил ГИТИС (педагоги Б. М. Сушкевич, А. П. Петровский, А. И. Горюнов), был принят в труппу МХАТа 2-го. 
С 1933 года работал в Ленинградском театре им. Пушкина. Здесь в 1934 году начал самостоятельную режиссёрскую работу. Затем вернулся в Москву. В 1937—1943 годах был художественным руководителем Центрального детского театра (в который был к тому времени преобразован МХАТ 2-й). В 1943—1948 годах работал режиссёром Малого театра, в 1948—1950 годах — главным режиссёром Московского драматического театра им. Станиславского, в 1950—1968 годах — режиссёр Театра им. Маяковского. В 1968—1970 годах вернулся в качестве режиссёра в Центральный детский театр. 
Поставил несколько спектаклей за рубежом.
Преподавал в ГИТИСе и Театральном училище им. Щепкина.
Умер 14 декабря 1982 года, похоронен на Ваганьковском кладбище, на 42 участке.  В этой же могиле  похоронен Андросов Михаил Трофимович  (1916—1998) — советский и российский актёр театра и кино, лауреат Государственной премии РСФСР имени К. С. Станиславского (1985), народный артист РСФСР (1986)

## Награды и премии
- Орден Трудового Красного Знамени (29.01.1954).
- Орден «Знак Почёта» (26.10.1949).
- Заслуженный артист РСФСР (05.11.1947).
- Заслуженный деятель искусств РСФСР (26.10.1949).
- Народный артист РСФСР (10.08.1960).

## Работы в театре

### Ленинградский театр им. Пушкина
- «Дуэль» по А. П. Чехову
- «Чужой ребенок» В. В. Шкваркина
- «Женитьба Фигаро» П. Бомарше
- «Трус» А. Крона

### Центральный детский театр
- «Созвездие Гончих Псов» по К. Г. Паустовскому
- «Романтики» Э. Ростана
- «Сказки» по С. Я. Маршаку
- «Большие надежды» В. А. Каверина
- «Кошкин дом»
- «Баба-Яга — костяная нога»
- «Удивительный год»
- «Карусель»
- «Сказки»
- «Итальянская трагедия»

### Московский театр им. Маяковского
- «Зыковы» М. Горького (1951)
- «Третья молодость» бр. Тур
- «Побег из ночи» бр. Тур
- «Легенда о любви» Н. Хикмета
- «Фауст и смерть» А. С. Левады
- «Вишневый сад» А. Чехова (1956)
- «Современные ребята» М. Ф. Шатрова
- «Гостиница "Астория"» А. П. Штейна (1956, совместно с Н. П. Охлопковым)
- «Походный марш» А. Галича (1957)
- «Человек в отставке» А. Софронова (1957)
- «Кресло № 16» Д. Б. Угрюмова (1958)
- «Нас где-то ждут» А. Н. Арбузова (1963)
- «Кавказский меловой круг» Б. Брехта (1964)

### Прочие
- «Васса Железнова» (Совхозно-колхозный театр им. Обкома ВЛКСМ)
- «Банкир» А. Корнейчука (1937, Ленинградский Новый театр)
- «Враги» Горького (1954, Пражский национальный театр)
- «Ревизор» Н. В. Гоголя (1959, Национальный финский театр, Хельсинки)